# Radelicz
Radelicz (ukr. Раделичі, Radełyczi) – wieś na Ukrainie, na terenie obwodu lwowskiego, w rejonie mikołajowskim. Liczy ok. 1210 mieszkańców.
W II Rzeczypospolitej wieś w powiecie drohobyckim województwa lwowskiego.
W 1944 nacjonaliści ukraińscy z OUN-UPA zamordowali tutaj 6 Polaków i 1 Ukrainkę, grabiąc i paląc polskie gospodarstwa.

## Starostowie radeliccy
- Jan Dunin-Borkowski (zm. 1719)[2]
- Jerzy Jan Albert Dunin-Borkowski (1731–1788)[3]